# Photedes didonea
Photedes didonea är en fjärilsart som beskrevs av Smith 1894. Photedes didonea ingår i släktet Photedes och familjen nattflyn. Inga underarter finns listade i Catalogue of Life.